# Caria (Belmonte)
Caria é uma vila portuguesa sede da Freguesia de Caria do município de Belmonte, freguesia com 39,03 km² de área e 1744 habitantes (censo de 2021), tendo, assim, uma densidade populacional de 44,7 hab./km².
A povoação de Caria foi elevada à categoria de vila em 1924.

## História
Foi vila e sede de concelho entre o Foral Manuelino de 1512 e a Reforma Administrativa de 1836. Era constituído por uma freguesia e tinha, em 1801, 1121 habitantes. Em 1924 foi de novo elevada à categoria de vila, mas não de município.

## Economia
A vila vive sobretudo do comércio e serviços, beneficiando ainda da sua proximidade com Belmonte e a Covilhã, no entanto o seu crescimento ao longo das décadas deveu-se muito à existência da "Carveste", uma empresa de confeções situada junto da estação de caminhos de ferro, e que empregava centenas de trabalhadores, criada em 1973 atravessou vários períodos de crise e sucessivos despedimentos que culminaram com o seu encerramento definitivo em 2013.

## Demografia
A população registada nos censos foi:
| Distribuição da População por Grupos Etários | Distribuição da População por Grupos Etários | Distribuição da População por Grupos Etários | Distribuição da População por Grupos Etários | Distribuição da População por Grupos Etários |
| -------------------------------------------- | -------------------------------------------- | -------------------------------------------- | -------------------------------------------- | -------------------------------------------- |
| Ano                                          | 0-14 Anos                                    | 15-24 Anos                                   | 25-64 Anos                                   | > 65 Anos                                    |
| 2001                                         | 350                                          | 301                                          | 1083                                         | 506                                          |
| 2011                                         | 197                                          | 200                                          | 984                                          | 540                                          |
| 2021                                         | 176                                          | 125                                          | 863                                          | 580                                          |

## Localidades
Além da vila, a Freguesia de Caria é composta ainda pelas seguintes localidades:
- Malpique
- Monte do Bispo

## Património
- Conjunto arquitectónico da Casa da Torre de Caria
- Centro Histórico de Caria
- Casa Etnográfica (com uma exposição permanente dalguns ofícios, como carpinteiro, sapateiro e barbeiro, mas onde também se pode ver o quarto, sala e cozinha de antigamente)
- Casa da Roda
- Capela de Santo Antão
- Solar dos de Quevedo Pessanha
- Solar dos Barões, Viscondes e Condes de Caria
- Vestígios castrejos do Monte Caria

## Festividades
- Festa de Santo Antão (móvel)
- Festa do Emigrante - Agosto
- Festas em Honra de Santa Luzia (Monte do Bispo) - Agosto
- Festas em Honra de Nossa Senhora dos Remédios (Malpique) - Agosto
- MonteFest[7] (Monte do Bispo) - Outubro
- Santa Bebiana - Dezembro[8]

## Associativismo
- Associação da Irmandade da Santa Bebiana
- Associação Cantadeiras de Caria
- Associação Cultural e Recreativa de Caria[9] - Rádio Caria
- Associação iN Monte Cultural[10]
- Banda Filarmónica de Caria[11]
- Centro Cultural Desportivo e Recreativo de Monte do Bispo[12]
- Centro Cultural e Recreativo de Malpique[13]
- Clube de Caça e Pesca de Caria[14]
- Jornal "Correio de Caria"
- Núcleo Gimnodesportivo e Cultural de Caria[15]
- União Desportiva Cariense[16]

## Desporto
A principal coletividade desportiva da vila é a União Desportiva Cariense, fundada em 1977. Com um passado no futebol federado sénior e de formação, onde disputava os seus jogos no Campo de Santo Antão (junto da capela homónima). Atualmente dedica-se apenas ao futsal sénior e de formação, realizando os seus jogos no Pavilhão Gimnodesportivo Municipal de Caria.

## Equipamentos e Serviços
- Apeadeiro de Caria
- Campo de Futebol de Santo Antão
- Centro de Assistência Paroquial de Caria
  - Centro de Dia
  - Creche
  - Jardim de Infância
  - Residêncial
- Centro Escolar de Caria (1.º Ciclo e Pré-Escolar)
- Extensão de Saúde de Caria
- Farmácia Central de Caria
- Pavilhão Gimnodesportivo Municipal de Caria
- Piscina Municipal de Caria
- Posto de Correios de Caria
- Posto Territorial da GNR de Caria
- Ringue Polidesportivo de Caria

## Personagens ilustres
- Barão de Caria, Visconde de Caria e Conde de Caria